# Tiger Army
Tiger Army es una banda estadounidense de psychobilly y rock alternativo procedente de Berkeley, California, lugar donde fue fundada en 1995 por Nick 13, Joel Day y Adam Carson.

## Discografía
| Año  | Álbum                             | Discográfica    |
| ---- | --------------------------------- | --------------- |
| 1999 | Tiger Army                        | Hellcat Records |
| 2001 | Tiger Army II: Power of Moonlite  | Hellcat Records |
| 2004 | Tiger Army III: Ghost Tigers Rise | Hellcat Records |
| 2007 | Music from Regions Beyond         | Hellcat Records |
| 2016 | V •••–                            | Rise Records    |

## Integrantes

### Actualmente
- Nick 13 - cantante, guitarra (1995-presente)
- Djordje Stijepovic - contrabajo (2015-presente)
- Mike Fasano - batería (2015-presente)

### En el pasado
- Joel Day - contrabajo (1995-1997)
- Jeff Roffredo - contrabajo (2004-2008)
- Geoff Kresge - contrabajo (1999-2004, 2008-2014)
- Adam Carson - batería (1995-2000)
- London May - batería (2000-2002)
- Fred Hell - batería (2002-2004)
- James Meza - batería (2004-2014)